# Хан, Лиакат Али
Лиакат Али Хан (урду لیاقت علی خان‎; 1 октября 1895, Карнал, Пенджаб, Британская Индия — 16 октября 1951, Равалпинди, Пенджаб, Пакистан) — пакистанский государственный деятель, первый премьер-министр Пакистана (1947—1951), соратник Мухаммада Али Джинны.

## Биография

### В Британской Индии
Родился в знатной мусульманской семье, пользовавшейся уважением у представителей местного населения и британского правительства. Землевладения (300 деревень, включая 60 из них в Карнале) простирались по всему восточному Пенджабу и в «Объединённых провинциях». В семье питали большое уважение к индийскому мусульманскому мыслителю и философу Саиду Ахмад-хану.
Его отец хотел, чтобы сын получил образование в британской образовательной системе. В 1918 году он окончил Англо-восточный колледж Мухаммеда, ныне Алигархский мусульманский университет, получив степени бакалавра политических наук и магистра права. В 1921 году окончил Эксетер-Колледж Оксфордского университета с присуждением бронзовой медали. Как аспирант Оксфорда, принимал активное участие в студенческих союзах и был избран почётным казначеем общества «Меджлис» — студенческого союза, основанного индийскими студентами-мусульманами для защиты в университете своих прав.
Юрист по образованию он стал членом «Иннер-Темпл» (самого старого и известного из четырёх «Судебных иннов»). В 1922 году он был принят в коллегию адвокатов и начал собственную юридическую практику. 
В 1923 году вернулся в Индию, первоначально он взаимодействовал с Индийским национальном конгрессом и даже получил предложение стать его членом, однако после его встречи с Джавахарлалом Неру его взгляды изменились и он вступил в Мусульманскую лигу, В 1926 году был избран в Законодательный совет от «Объединённых провинций», а в 1932 году был избран заместителем его председателя. Он усилил свою поддержку в мусульманских населённых пунктах, часто поднимая проблемы, с которыми сталкиваются мусульманские общины в Объединённой провинции. Он объединил усилия с академиком Зиауддином Ахмедом, чтобы организовать мусульманские студенческие общины в один студенческий союз, отстаивая вероятные права мусульманского государства. В конечном итоге его решительная пропаганда прав мусульман принесла ему национальную известность.
В 1936 году был одним из главных инициаторов реорганизации Мусульманской лиги, став её почётным Генеральным секретарём и заместителем лидера этой партии. Также был директором партийного издания «Рассвет». В 1940 году стал депутатом Центрального законодательного собрания страны, которая на тот момент была колонией Великобритании. В 1946 году Лиакат становится лидером Мусульманской лиги.

### Премьер-министр Пакистана
15 августа 1947 года он был назначен премьер-министром нового государства — Пакистана, который откололся по религиозному признаку от бывшей Британской Индии. В этот период он столкнулся с тем, что позиции Мусульманской лиги были серьёзно подорваны активностью социалистов в Западном Пакистане и коммунистами — в Восточном Пакистане. Основным направлением деятельности правительства стал курс на создание в стране образовательной инфраструктуры, для последующего развития науки и техники. Правительство санкционировало создание Университета Синд и проводило политику приглашения в Пакистан мусульманских учёных и инженеров из Индии. Он также предложил систему пятилетнего планирования в экономике, которая, однако, вскоре провалилась из-за отсутствия кадрового обеспечения. В скором времени экономическая политика стала зависеть от Соединённых Штатов Америки и был взят курс на свободную рыночную экономику без вмешательства государства. В 1949 году премьер-министр инициировал рассмотрение в Учредительном собрании Пакистана «Резолюции об определении целей», провозгласившей путь создание исламской республики и ставшей основой для будущей конституции страны. 
В 1947—1949 годах вёл войну с соседней Индией из-за спорных территорий; в то же время он стремился урегулировать конфликт между мусульманами и индусами, а также решить проблему по поводу приграничной территории с Афганистаном, населённой этническими пуштунами и которые требовали независимости. Политик придерживался точки зрения, что следует сделать больший акцент на жёстком дипломатическом подходе к разрешению ситуации, нежели на военном, как полагал генерал-губернатор Джинна.
Постепенно отношения Пакистана и США стали ухудшаться, поскольку американцы начали сложную дипломатическую игру, пытаясь вовлечь в орбиту своей внешнеполитической доктрины Индию. В результате Хан потребовал вывода с территории страны военных баз Соединённых Штатов, что стало крайне неприятным сюрпризом для президента Трумэна. Уже тогда, по некоторым сведениям, американские спецслужбы наняли пуштунских убийц, пообещав афганским пуштунам создать единое государство в Пуштунистане. Тем временем глава пакистанского правительства начал развивать более тесные отношения с Советским Союзом, Китаем, Польшей и Ираном. Он направил официальные приглашения посетить страну советскому лидеру Иосифу Сталину и польскому — Владиславу Гомулке. В 1948 году Пакистан установил дипломатические отношения с СССР, а в 1950 году — с КНР. В том же году был подписан пакт Лиаката-Неру, задачей которого было снижение напряжённости в двусторонних отношениях и защита религиозных меньшинств по обе стороны границы.
В то же время ухудшались отношения главы кабинета с военными, которые были недовольны его дипломатическим подходом к разрешению территориального спора с Индией. В результате было объявлено о попытке военного переворота во главе с начальником Генерального штаба генерал-майором Акбаром Ханом при поддержке лидера пакистанских коммунистов Фаиза Ахмад Фаиза. Военная полиция произвела массовые аресты среди военных, обвинение в подготовке переворота было предъявлено более чем 14 офицерам. Задержанных судили тайно и приговорили к длительным срокам тюремного заключения.

### Убийство и память
16 октября 1951 года 56-летний Лиакат Али Хан был застрелен двумя выстрелами в грудь на митинге в парке города Равалпинди. Стрелявшим оказался афганец Шаад Акбар, который был убит на месте охранниками. Мотивы и заказчики убийства раскрыты не были. В 2006 году рассекреченные документы пролили свет на определённую роль США в организации этого преступления.
После трагической смерти политик получил почётный титул «Шахид-и-Миллат», или «Мученик нации». Он был похоронен в Мавзолее Джинны в Карачи. Муниципальный парк, где он был убит, был переименован в его честь в Сад Лиаката. Именно в нём в декабре 2007 года была убита премьер-министр Пакистана Беназир Бхутто.